# Dobré jméno
Dobré jméno nebo dobrá pověst (někdy vážnost, reputace, renomé) právního subjektu je právně-ekonomický termín, který vyjadřuje míru, v jaké subjekt drží objektivně uznávané kladné vlastnosti — například čest, věrohodnost nebo spolehlivost. Pod tento pojem lze zahrnout nehmotné a samostatně nevyčíslitelné hodnoty spojované s právnickou osobou, jakými jsou například profesionalita, přízeň veřejnosti, u podnikatele třeba kvalita výrobků a poskytovaných služeb, dodržování obchodních závazků nebo schopnost ochrany obchodního tajemství.
Dobré jméno se vždy posuzuje jako celek — nevztahuje se k jednotlivým vlastnostem. Dobré jméno se buduje jednáním, které je v souladu se všemi objektivně uznávanými kladnými vlastnostmi, a oslabuje jednáním, které takové znaky nenaplňuje. Alternativně, stran jednání subjektu samotného, se dobré jméno posiluje doporučeními a ztrácí pomluvami.
Pojem se často skloňuje v souvislosti s obchodními společnostmi. Buduje se postupně a je jednou ze složek goodwillu podnikatelského subjektu.